# Edoardo Bosio
Edoardo Bosio  était un joueur de football italo-suisse, né en 1864 à Turin dans le Piémont et mort le 31 juillet 1927 à Davos en Suisse.
Il est la première figure historique de l'histoire du football italien. Il a en effet fondé le premier club de football de l'histoire du pays, le Torino Football and Cricket Club.

## Biographie
Étant jeune, Edoardo Bosio fut tout d'abord marchand dans l'industrie du textile en Grande-Bretagne, ce qui lui permit de vivre un temps à Londres en Angleterre, endroit où il découvrit le football, qu'il se mit à pratiquer. Après son retour dans sa ville natale de Turin en 1887, il fut déterminé à propager le football dans son pays. Il emmena avec lui un ballon en cuir et fonda la première association de football dans le pays, le Torino Football and Cricket Club la même année.
Edoardo Bosio resta ensuite impliqué avec le club après qu'il le fit fusionner avec le Nobili Torino pour former l'Internazionale FC Torino. Ce fut sous ce nom que le club participa au premier championnat d'Italie de football de l'histoire, et qu'Edoardo remporta deux médailles d'argent en championnat avec son équipe. Il attira même dans son effectif Herbert Kilpin qu'il fit venir dans le football italien, lorsqu'il travaillait pour Bosio dans l'industrie du textile.
En 1900, Bosio refit fusionner son club avec le FBC Torinese, finissant une fois de plus finaliste du championnat en 1900, ligue dans laquelle Bosio inscrit un triplé contre Milan en demi-finale.

## Palmarès
Edoardo Bosio est, avec l'Internazionale FC Torino, finaliste du championnat d'Italie en 1898 et 1899.
Sous les couleurs du FC Torinese, il est de nouveau finaliste de la compétition en 1900.

## Filmographie
- 1914 : La vita negli abissi del mare